# Бронников, Василий Семёнович
 Василий Семёнович Бронников  (1844—1917) — русский врач-хирург, действительный статский советник, участник русско-турецкой и русско-японской войны, общественный деятель.

## Биография

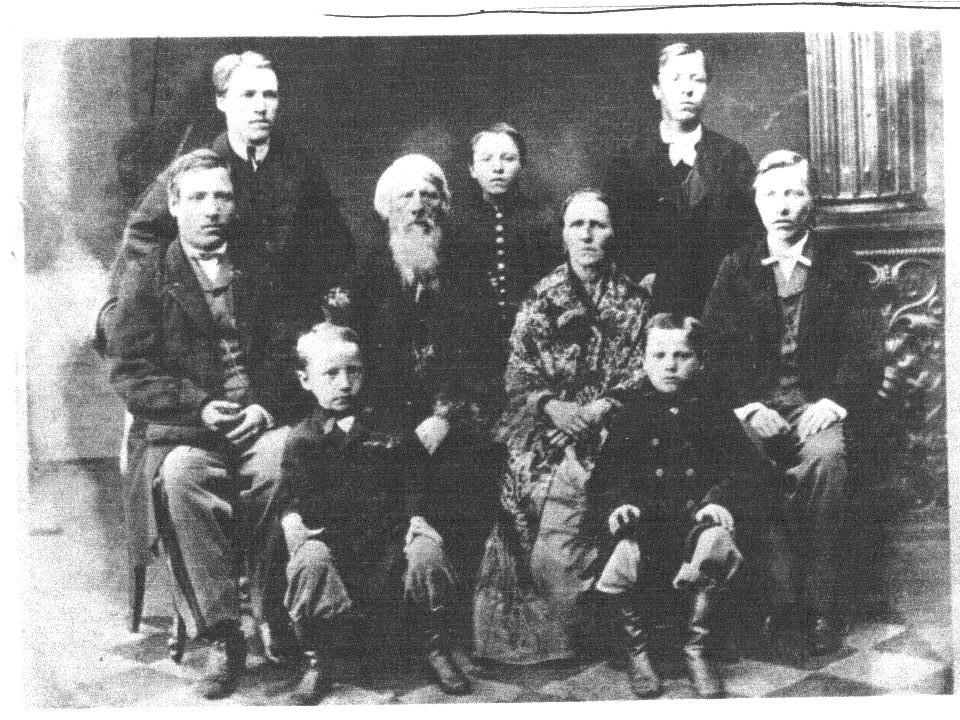
Василий Семёнович Бронников
(первый слева в верхнем ряду) в кругу семьи

Родился 19 декабря 1844 года. Происходил из мещан г. Вятки.
Окончил медицинский факультет Императорского Казанского университета со званием лекаря. В 1871 году получил степень доктора медицины, защитив диссертацию по изобретённому им инструменту для удаления камней из мочевого пузыря. Служил врачом в разных частях Казанского военного округа. Был ординатором, а затем главным врачом Казанского военного госпиталя. В качестве врача принимал участие в русско-турецкой войне.
9 декабря 1885 года был назначен на должность старшего ординатора Казанского военного госпиталя; в степени доктора медицины утверждён приват-доцентом полевой хирургии Казанского университета, а 22 января 1889 года — в звании приват-доцента десмургии. В 1904 году был старшим врачом Тифлисского военного госпиталя. Участвовал в русско-японской войне.
24 апреля 1905 года был произведён в действительные статские советники.
Службу окончил в должности помощника окружного военно-медицинского инспектора Омского военного округа . Высочайшим приказом от 8 июня 1908 года был уволен от службы по прошению с мундиром и с пенсией.
Выйдя в отставку, вернулся в Казань и занялся общественной деятельностью. В течение нескольких лет он был гласным городской думы.
Скончался в ночь с 30 на 31 января (13 февраля) 1917.

## Награды
- Орден Святого Станислава 2-й степени.
- Орден Святого Владимира 4-й степени с мечами (1878).
- Орден Святой Анны 2-й степени.
- Орден Святого Владимира 3-й степени (1894).
- Орден Святого Станислава 1-й степени с мечами (1906).
- Орден Святой Анны 1-й степени с мечами (1906).

## Труды
- Инструмент для растворения мочевых камней (Litholysator) : Дис. на степ. д-ра мед. лекаря Вас. Бронникова Санкт-Петербург : тип. В. В. Пратца, 1874
- О степени заболеваемости врачебного персонала в минувшую Русско- турецкую войну : (Чит. в засед[ании] Казан. о-ва врачей 6 нояб. 1880 г.) / [Соч.] Ст. ординатора Казан. воен. госпит[аля] В. С. Бронникова Казань : Унив. тип., 1881
- Рессорные носилки для перевозки раненых по грунтовым дорогам : Чит. в заседании Казан. о-ва врачей 12 апр. 1882 г. / [Соч.] В. С. Бронникова Казань : Унив. тип., [1882]
- «Ирригатор-кран» : (Чит. в заседании Казан. о-ва врачей 28 марта 1884 г.) / [Соч.] В. С. Бронникова Казань : Унив. тип., [1884]
- Ирригатор-сифон для больших операций : (Чит. в заседании Казан. о-ва врачей 30 апр. 1884 г.) / [Соч.] В. С. Бронникова Казань : Унив. тип., [1884?]
- Заготовление ирригационной жидкости при посредстве ирригатор-сифона : (Чит. в заседании Казан. о-ва врачей 25 февр. 1885 г.) : Положения относительно моих ирригаторов / [Соч.] В. С. Бронникова Казань : Унив. тип., [1885]
- Видоизмененный «ирригатор-сифон» : (Чит. в заседании Казан. о-ва врачей 24 янв. 1885 г.) / [Соч.] В. С. Бронникова Казань : Унив. тип., [1885]
- Схема распределения ролей деятельности врачебно-санитарного персонала в деле подавания помощи раненым на театре военных действий / [Соч.] Д-ра В. С. Бронникова; 7 Съезд О-ва рус. врачей в память Н. И. Пирогова Казань : типо-лит. Имп. ун-та, 1899
- Проказа в земле Уральского казачьего войска : (Чит. в заседании Казан. воен.-сан. о-ва 7 мая 1896 г.) / [Соч.] В. С. Бронникова Казань : типо-лит. Окр. штаба, 1899
- О результатах опытов, произведенных в Казанском военном госпитале относительно водонепроницаемости тканей, обработанных по способу, рекомендованному д-ром мед. Павловским для введения в войсках : Чит. в заседании Казан. воен.-сан. о-ва 18 марта 1898 г. / [Соч.] Д-ра мед. В. С. Бронникова Казань : типо-лит. Окр. штаба, 1900
- О поглощающих колодцах г. Казани / [Гласный, чл. Сан. комис. В. Бронников] Казань : электр. тип. Л. П. Антонова, [1910?]

## Семья
Был женат с 6 октября 1874 года на Хионии Владимировне. Их дети:
- Зинаида (19.03.1879—?)
- Александр (12.07.1880 — сентябрь 1904), подпоручик 34-го Восточно-Сибирского стрелкового полка, погиб в сражении при реке Шахэ
- Антонина (12.03.1883—?)
- Сергей (18.01.1885—1928)
- Дмитрий (27.08.1888—?)

Род был внесён в 3-ю часть дворянской родословной книги Казанской губернии по определению Казанского дворянского депутатского собрания от 20 апреля 1885 года и утверждён указом Герольдии от 30 сентября 1885 года.